# WHL0137-LS

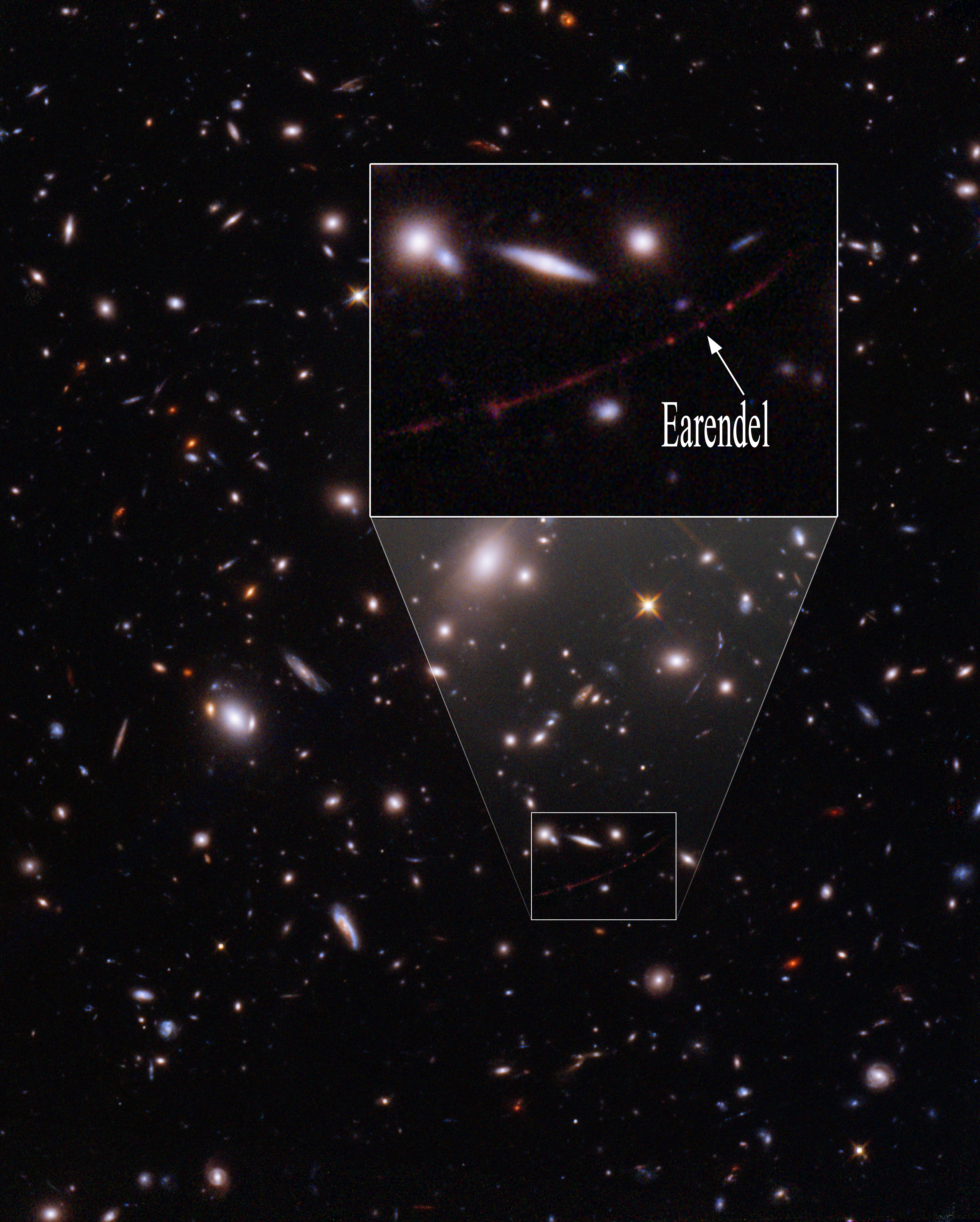
Imagem da estrela WHL0137-LS ("Earendel"), realizada pelo telescópio Hubble

WHL0137-LS (também conhecido como Earendel) é a estrela mais distante já conhecida. Obtida pelo telescópio espacial Hubble, a estrela foi observada através de uma lente gravitacional e foi determinado o redshift de 6,2 ± 0,1. A luz da estrela foi emitida 900 milhões de anos após o Big Bang e levou 12,9 bilhões de anos para chegar à Terra. A WHL0137-LS era provavelmente uma estrela massiva, provavelmente com mais de 50 massas solares. Devido à sua grande massa, a estrela provavelmente explodiu como uma supernova há muito tempo.

## Descoberta e nome
A descoberta de WHL0137-LS foi relatada pela primeira vez em 30 de março de 2022. De acordo com Brian Welch, principal autor da descoberta e estudante de pós-graduação da Universidade Johns Hopkins (JHU), "foi uma surpresa inesperada encontrar algo tão pequeno." De acordo com os astrônomos da NASA que relataram a descoberta pela primeira vez em março de 2022, "a confirmação e a classificação espectral estão chegando a partir de observações aprovadas com o telescópio James Webb." Para caracterizar Earendel com mais precisão, o telescópio James Webb, mais sensível à luz, é capaz de analisar quais cores compõem a luz das estrelas e determinar se é uma única estrela.
Earendel tem este nome dado pelos descobridores originais devido um personagem de O Silmarillion de Tolkien.

## Implicações astrofísicas
A descoberta mostra que os astrônomos podem estudar as estrelas mais antigas em galáxias de fundo do universo primitivo, combinando o forte efeito de lente gravitacional de aglomerados de galáxias com eventos de microlente gravitacional causados por objetos compactos nesses aglomerados de galáxias.